# La tragedia in casa Coe
La tragedia in casa Coe, pubblicato in Italia anche con il titolo Il caso del terrier scozzese (titolo originale The Kennel Murder Case) è un romanzo poliziesco del 1933 di S.S. Van Dine, il sesto della serie dove ad indagare troviamo Philo Vance, investigatore dilettante dai poliedrici interessi.

## Trama
In una mattina di ottobre il procuratore distrettuale Markham si presenta in casa del suo amico Philo Vance con la notizia che il famoso collezionista di ceramiche cinesi Archer Coe si è suicidato, dopo essersi chiuso a chiave nella sua camera da letto. Markham, sapendo che Vance conosceva Coe, ha pensato di chiedergli assistenza nell'indagine. Apparentemente non dovrebbero esserci dubbi sul suicidio, ma Vance intuisce immediatamente che la faccenda è più complicata di quanto appaia a prima vista. Coe stringe in pugno una rivoltella e ha un proiettile nel cranio, ma il colpo è stato sparato quando l'uomo era morto da ore. Il medico legale accerta infine che Coe è stato pugnalato alla schiena. I frammenti di un prezioso vaso cinese macchiati di sangue puntano verso un'altra scena del delitto, la biblioteca a piano terra. Ma se l'omicidio è avvenuto in quella stanza, come ha fatto l'assassino a portare il cadavere al piano di sopra e poi a chiudere e sprangare la porta dall'esterno? La chiave per la soluzione del mistero sarà infine un terrier scozzese ferito, ritrovato in casa, che condurrà Vance alla scoperta del colpevole, non prima che la scia di sangue si allunghi, con un altro omicidio e un tentato omicidio.

## Personaggi Principali
- Philo Vance - Investigatore dilettante
- John F.X: Markham - Procuratore distrettuale
- Ernest Heath - Sergente di polizia
- Archer Coe - Collezionista di ceramiche cinesi
- Brisbane Coe - Fratello di Archer
- Hilda Lake - Nipote dei fratelli Coe
- Raymond Wrede - Collezionista dilettante e amico dei Coe
- Edoardo Grassi - Impiegato al Museo di Antichità orientali di Milano
- Liang Tsung Wei - Cuoco cinese di casa Coe
- Gamble - Cameriere
- Miss MacTavish - Cagnetta terrier scozzese

## Critica
Questo romanzo è considerato dalla critica uno dei classici dell'enigma della camera chiusa. John Dickson Carr lo cita nella sua famosa conferenza sui metodi per commettere un omicidio in una stanza chiusa a chiave, inclusa nel suo romanzo Le tre bare (1935).
"I libri di Van Dine del periodo di mezzo mostrano un inizio di declino. The Kennel Murder Case ha una prima metà (capitoli 1-10) formidabile, con Vance che indaga su un omicidio commesso in una camera chiusa, complicato e ricco di coincidenze. Dopo questo punto il libro finisce un po' la benzina e sembra arenarsi. Secondo l'introduzione scritta nel 1936 per l'edizione omnibus Philo Vance Murder Cases, le due metà furono scritte a quasi un anno di distanza l'una dall'altra. Diversi amici di Van Dine nella vita reale appaiono nel ruolo di sé stessi nella seconda metà del libro. La storia è ambientata in una casa di arenaria sulla 71ª Strada Ovest di New York. L'anno successivo segnerà il debutto di Nero Wolfe, l'investigatore creato da Rex Stout, in La traccia del serpente. Wolfe a sua volta vive in una casa di arenaria sulla 35ª Strada Ovest. [...] Stout era un ammiratore di Van Dine, e fu probabilmente influenzato da lui sotto diversi aspetti. Le riedizioni economiche dei romanzi di Van Dine degli anni sessanta riportano un commento di Stout: «Dunque Philo Vance è di nuovo in circolazione. Bene!»"
"Anche se i cani possono essere pericolosi nella vita reale così come nei romanzi polizieschi, questo pasticcio del prezioso e pedante Van Dine è migliore degli altri scritti dopo il 1930. È un delitto della camera chiusa, ci sono degli indizi, e Vance non è odioso al di là del limite di sopportazione."

## Opere derivate
Da questo libro fu tratto nel 1933 il film Il pugnale cinese, diretto da Michael Curtiz e interpretato da William Powell.

## Edizioni
- S.S. Van Dine, La tragedia in casa Coe, traduzione di Pietro Ferrari, collana I Classici del Giallo Mondadori (n. 629), Mondadori, 1991,  p. 191.